# ガングバイ・カティヤワディ
ガングバイ・カティヤワディ （ヒンディー語: गंगूबाई काठियावाड़ी）は、Netflixで2022年の伝記犯罪ドラマのインド映画。サンジャイ・リーラー・バンサーリー作品、ジャヤンティラル・ガダとバンサリ製作。主演は アーリヤー・バット、シャンタヌ・マヘーシュワリ、ヴィジャイ・ラーズ、インディラ・ティワリ、シーマ・ハーフワ とアジャイ・デーヴガン。

## キャスト
- アーリヤー・バット：ガングバイ・コテワーリ
- シャンタヌ・マヘーシュワリ（英語版）：アフサーン
- ヴィジャイ・ラーズ（英語版）：ラジアバーイ
- インディラ・ティワリ（英語版）：カムリー
- シーマ・ハーフワ（英語版）：シーラ・マーシ
- アジャイ・デーヴガン：ラヒーム・ララー